# Monpazier
Monpazier ist eine Gemeinde mit 442 Einwohnern (Stand 1. Januar 2022) in Frankreich im Département Dordogne, in der Region Nouvelle-Aquitaine.
Von der Vereinigung Les plus beaux villages de France wurde Monpazier zu einem der schönsten Dörfer Frankreichs erklärt.

## Geografie
Die Gemeinde liegt im Süden des Périgord, etwa 45 km von Bergerac entfernt. Monpazier wird vom Fluss Dropt, einem rechten Nebenfluss der Garonne, durchquert.

## Geschichte
Monpazier war ursprünglich eine englische Bastide, die 1284 von Jean de Grailly, Feldherr des englischen Königs, gegründet wurde. Eduard I. verlängerte damit die englische Verteidigungslinie von Lalinde über Beaumont-du-Périgord weiter nach Süden. Die der Stadt gewährte Royal Charter war für die Einwohner mit zahlreichen Vorteilen verbunden, zum Beispiel Steuerfreiheit und die Abschaffung herrschaftlichen Rechts.
Im Hundertjährigen Krieg war Monpazier immer wieder heftig umkämpft und wurde von Engländern und Franzosen mehrfach eingenommen. In der Zeit der Reformation, der sich die Einwohner heftig widersetzten, konnten die Hugenotten unter  Geoffroy de Vivans die Stadt 1574 vorübergehend besetzen. Ende des 16. Jahrhunderts war Monpazier schließlich einer der Hauptschauplätze des sich über Jahrzehnte hinziehenden großen Bauernaufstandes im Périgord. Einer der Hauptanführer, der Weber Buffarot, wurde 1637 vom Herzog von Épernon gefangen genommen und auf dem zentralen Platz von Monpazier hingerichtet.

### Bevölkerungsentwicklung
| Jahr                       | 1962 | 1968 | 1975 | 1982 | 1990 | 1999 | 2006 | 2016 |
| Einwohner                  | 664  | 656  | 558  | 533  | 531  | 516  | 533  | 478  |
| Quellen: Cassini und INSEE |      |      |      |      |      |      |      |      |

## Stadtbild
Monpazier wurde, wie bei allen Bastiden üblich, über einem Rechteck mit streng rechtwinkelig verlaufenden Straßenzügen um einen zentralen Platz herum angelegt. Das ursprüngliche Stadtbild hat sich im Laufe der Jahrhunderte nur wenig verändert. Die Häuser um den Platz herum sind durch gleichartige Untergeschosse mit Arkaden, die sich zum Platz hin öffnen, untereinander verbunden. Die Bauten aus dem Mittelalter, der Renaissance und dem Barock bilden auf diese Weise einen rund um den Platz führenden Laubengang.
Auf dem Platz befinden sich ein Brunnen und die aus Kastanienstämmen gezimmerte Markthalle aus dem 16. Jahrhundert. Wie bei den Bastiden üblich, steht die Kirche ganz in der Nähe, an der Nordostecke des Platzes. Sie stammt noch aus der Zeit der Stadtgründung, wurde jedoch des Öfteren beschädigt und mehrmals erneuert bzw. umgebaut.